# Calingasta
Calingasta (également connue comme Villa Calingasta) est une ville du département de Calingasta, dans la province de San Juan en Argentine. Elle est située sur la rive gauche du río de los Patos, près de l'endroit où ce dernier acquiert son nom définitif
de río San Juan.
Calingasta est le centre d'une région agricole, minière et surtout d'une importante zone touristique.

## Population
En 2001, la ville comptait 2.039 habitants, soit 3,7 % de hausse par rapport aux 1.966 du recensement de 1991.

## Accès
On y accède depuis San Juan par la route nationale 40, puis la route provinciale 436, et enfin la route nationale 149 ; depuis la province de Mendoza, par la route nationale 149.